# 任文公
任文公（？—？），巴郡閬中（今四川省閬中市）人。西漢司空掾。父親任文孫，懂得天官風角秘要。

## 生平
任文公年輕時向父親學習天官風角秘要，州里徵召他為從事。漢哀帝時，有人說越巂太守想造反，刺史感到恐懼，於是派任文公等五位從事巡查郡界，打探虛實。大夥一同住在驛站，暴風突然到來，任文公催促其他從事趕快離開，說是將有逆變要來害人，於是任文公駕著馬車快速逃跑。不少從事並沒有馬上逃跑，結果越巂太守果真派兵殺了他們，只有任文公一人倖免。
後來任文公任治中從事，當時大旱，任文公向刺史建言：「五月一日，當有水患，災害已無法防救，應叫官吏百姓提早作準備。」刺史不聽，任文公獨自準備大船，百姓有的聽到了，有些人提前做了防備，到了五月一日那天，天氣炎熱，任文公急著吩咐裝運東西，並派人向刺史報告，刺史一笑置之。太陽快到正中時，北部天空出現雲層，不久大雨，到傍晚時，湔水陡漲十餘丈，洪水沖壞房屋，受害者數千人。任文公因占卜術馳名。被徵召爲司空掾。漢平帝即位後，任文公稱病回家。
王莽篡漢後，任文公知道天下將亂，於是訓練家人背百斤物，繞著房屋跑步，每天十幾趟。當時人不知緣由。後來四方兵起，逃亡的人鮮少有脫身的，任文公一家老小背糧走得很快，全家得以免禍。任文公一家逃到子公山，十多年沒受到戰亂影響。 
公孫述時，蜀郡武擔山的石頭折斷。任文公說：「唉！西州將有賢者死亡，應該就是我了。」自此以後他經常和子孫聚會，設酒宴。三個月後任文公果然去世。所以益州人有句話說：「任文公，智無雙。」

## 延伸阅读
[在维基数据编辑]
 《後漢書·卷82上》，出自范晔《後漢書》